# IC 3913
IC 3913 ist eine Spiralgalaxie vom Hubble-Typ Sc im Sternbild Haar der Berenike am Nordsternhimmel. Sie ist schätzungsweise 337 Millionen Lichtjahre von der Milchstraße entfernt und hat einen Durchmesser von etwa 70.000 Lichtjahren. Die Galaxie gilt als Mitglied des Coma-Galaxienhaufens Abell 1656.
Im selben Himmelsareal befinden sich u. a. die Galaxien NGC 4819, NGC 4827, NGC 4839, IC 3900.
Das Objekt wurde am 25. Juni 1903 von Stéphane Javelle entdeckt.